# Unión General de Trabajadores
Unión General de Trabajadores (UGT, Arbetarnas allmänna fackförening) är en ledande spansk fackföreningsrörelse som traditionellt varit Spanska socialistiska arbetarpartiet (PSOE) närstående.

## Historia
Unión General de Trabajadores, UGT, grundades 12 augusti 1888 av Pablo Iglesias Posse i Mataró, Barcelona. Till dess nittonde kongress 1920 såg de inte klasskampen som grunden för den fackliga organiseringen. Även om UGT och PSOE aldrig formellt vara knutna till varann anses de vara mycket närstående varann.
Under första världskriget hade UGT och Confederación Nacional del Trabajo (CNT) nära samarbete av taktiska anledningar. Detta samarbete ändrades snabbt i och med att diktatorn Miguel Primo de Rivera kom till makten och monopoliserade facklig organisering till en statskontrollerad organisation. Medan CNT starkt opponerade sig mot detta och var inne på en radikal konfrontativ linje valde CGT en mjukare väg gentemot staten.
UGT var förbjuden under Francoåren och arbetade underjordiskt och i exil. Efter Francos död 1975 återtog UGT sitt öppna arbete och är idag tillsammans med Arbetarkommissionerna (Comisiones Obreras, CCOO) den ledande fackliga landsorganisationen.